# Stromatopelma calceatum
Stromatopelma calceatum é uma espécie de aranha pertencente à família Theraphosidae (tarântulas).